# Леопольд V (герцог Австрії)
Леопольд V (нім. Leopold V der Tugendhafte; нар. 1157 — пом. 31 грудня 1194) — герцог Австрії (1177—1194 роки) й Штирії (1192—1194 роки) з династії Бабенбергів.

## Біографія
Леопольд V був сином Генріха II Язомирготта і Феодори Комніної, племінниці візантійського імператора Мануїла I. Незабаром після вступу на престол Леопольд V здобув перемогу над чеською армією, захопив Оломоуц й згідно з миром 1179 року приєднав низку територій у південній Моравії.
Понад усе Леопольд V відомий завдяки його участі у Третьому хрестовому поході 1189 року, під час якого стався конфлікт між герцогом і королем Англії Річардом Левове Серце. Під час взяття Акри Леопольд V одним з перших хрестоносців здійнявся на стіну міста і встановив свій прапор. Розгніваний цим Річард I зірвав прапор герцога та встановив на його місці свій.
Надалі конфлікт між двома монархами ще більше загострився: Річард підтримував Гі де Лузіньяна у його претензіях на корону Єрусалимського королівства, тоді як Леопольд V був прихильником Конрада Монферратського, свого двоюрідного брата. Вбивство Конрада у 1192 році багато-хто приписав руці англійського короля. Тому, коли у 1192 році Річард I, повертаючись із Палестини проїжджав через Відень, його було захоплено лицарем Георгом Роппельтом за наказом Леопольда V та ув’язнено у замку Дюрнштайн. Лише 1194 року герцог звільнив короля під тиском Папи Римського та імператора Генріха VI. За вихід на волю король Англії заплатив Леопольду колосальну на ті часи суму в 50 тисяч марок, яка надалі використовувалась герцогом для організації монетного двору у Відні, зведення нових міських стін столиці та заснування Вінер-Нойштадту.
Головним досягненням правління Леопольда V стало приєднання Штирії. У 1186 році він уклав Санкт-Георгенберзьку угоду з бездітним герцогом Штирії Отакаром IV, за яким після смерті Отакара Штирія на віки вічні об’єднувалась з Австрією у єдину державу на чолі з австрійськими монархами, за умови збереження прав та привілеїв штирійських станів. Отакар IV помер 1192 року, і Штирію було передано імператором Леопольду V. Приєднання Штирії різко посилило Австрійську монархію й дало поштовх до бурхливого розвитку гірничої справи, металургії й торгівлі у володіннях Бабенбергів.
У 1194 році Леопольд V несподівано помер після падіння з коня під час лицарського турніру. Перед смертю він, у порушення Санкт-Георгенберзької угоди, розподілив свої володіння між синами: Фрідріх I отримав Австрію, а Леопольд VI — Штирію.

## Родина
Дружина (1174) — Ілона Арпад (1158—1199), дочка Гези II, короля Угорщини
Діти:
- Фрідріх I (бл. 1175—1198), герцог Австрії (з 1194)
- Леопольд VI (1177—1230), герцог Штирії (з 1194) й Австрії (з 1198)
- Агнеса

## Генеалогія
| Попередник Генріх II Язомирготт |  | Герцог Австрії 1177—1194 |  | Наступник Фрідріх I |

| Попередник Отакар IV |  | Герцог Штирії 1192—1194 |  | Наступник Леопольд VI |